# Siegfried Israel

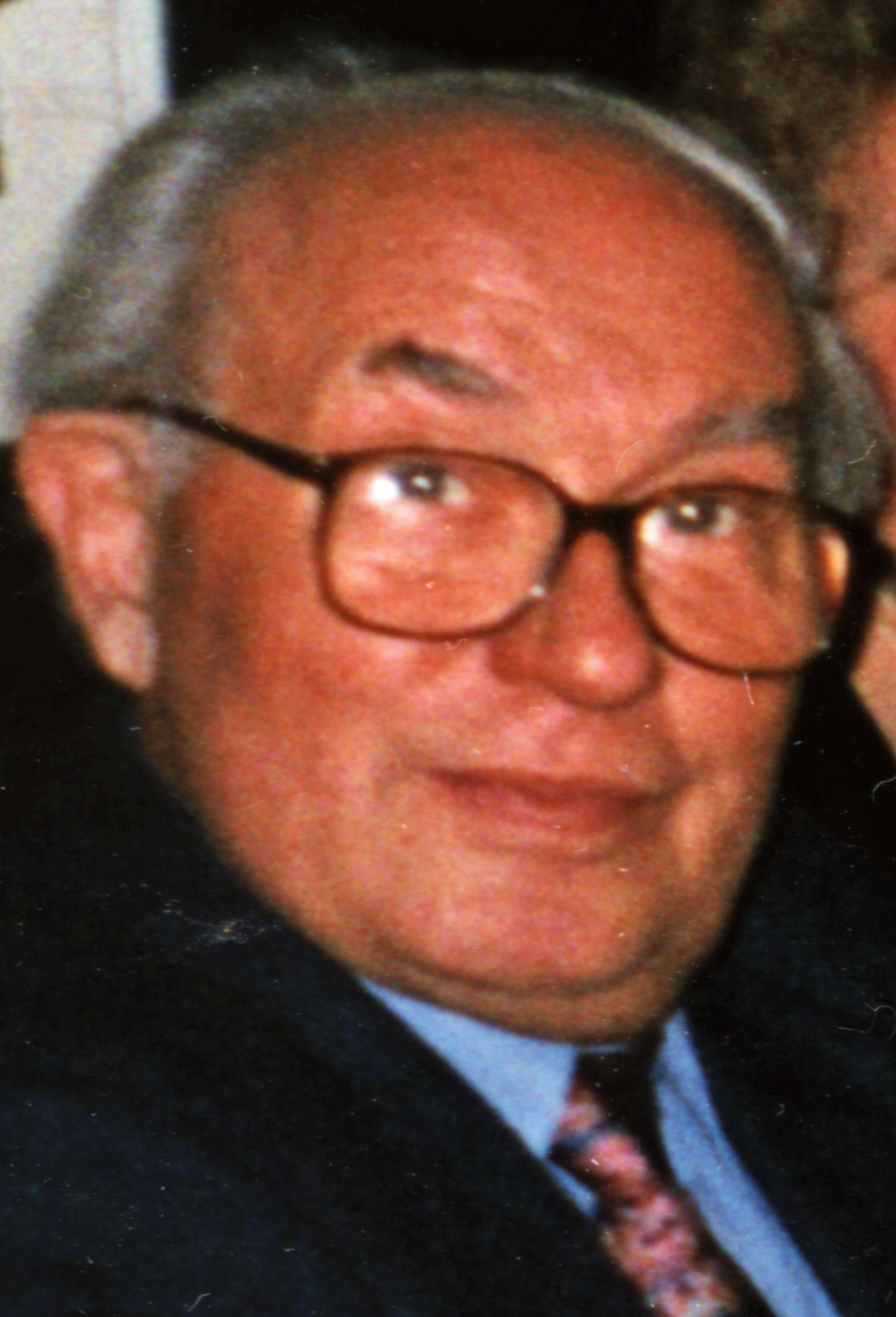
Siegfried Israel

Siegfried Israel  (* 22. September 1928 in Zootzen; † 22. Januar 2016) war ein deutscher Sportmediziner, der in der DDR in den 1960er bis 1980er Jahren zu den führenden Vertretern seines Fachs gehörte.
Der breiten Öffentlichkeit bekannt wurde er als Mannschaftsarzt der DDR-Mannschaft der Internationalen Friedensfahrt von 1956 bis 1970 sowie der DDR-Mannschaft bei den Olympischen Sommerspielen 1960, 1964 und 1968. 1970 wurde er Professor für Sportmedizin am Forschungsinstitut für Körperkultur und Sport in Leipzig. Nach dem Ende der DDR war er weiterhin als Hochschulprofessor sowie wissenschaftlicher Autor tätig und entscheidend am Aufbau der sportwissenschaftlichen Fakultät der Universität Leipzig beteiligt.

## Ausbildung und Sportlerlaufbahn
Nachdem er 1947 das Abitur erworben hatte, begann er ein Studium der Anglistik und der Leibeskultur an der Berliner Humboldt-Universität. Als er dieses wegen einer rheumatischen Erkrankung nicht fortsetzen konnte, wechselte er zur Medizin, setzte aber das Sportstudium nach geheilter Krankheit fort und beendete es 1950. Im Jahr 1953 schloss er das Medizinstudium ab und promovierte zum Dr. med.
In der Zeit seiner Ausbildung war er erfolgreicher Langstreckenläufer und erzielte folgende Bestzeiten: 32:40 min im 10.000-Meter-Lauf, 1:27 h im 25-Kilometer-Lauf, 2:39 h im Marathonlauf.

## Doping
Der Sportarzt Lothar Kipke schrieb 1971 in seinen Berichten als inoffizieller Mitarbeiter der DDR-Staatssicherheit, dass Israel vielfältige Erfahrungen mit Doping im Radsport habe und dass die Erfolge Täve Schurs und anderer zu weiten Teilen 'Methoden des Dopings' geschuldet seien.

## Mediziner-Laufbahn
Seit 1962 war Israel Chefarzt des Sportmedizinischen Rehabilitationszentrums Kreischa (bei Dresden). 1964 erhielt er seinen Facharzt für Sportmedizin und habilitierte. Seit 1970 war er ordentlicher Professor am Forschungsinstitut für Körperkultur und Sport Leipzig.
Ab 1978 war er am Institut für Freizeit- und Erholungssport der Deutschen Hochschule für Körperkultur (DHfK) tätig sowie ab 1985 am Institut für Sportmedizin der DHfK. 1990/91 erhielt Israel eine Gastprofessur am Institut für Sportwissenschaften bei Arnd Krüger  der Universität Göttingen.
Seit 1991 wirkte er an der Gründung der Sportwissenschaftlichen Fakultät der Universität Leipzig mit. Bis 2008 war Israel Mitarbeiter der BSA Privaten Berufsakademie in Saarbrücken sowie der Deutschen Hochschule für Prävention und Gesundheitsmanagement (DHfPG).

## Auszeichnungen
1960 erhielt Israel den Ehrentitel Verdienter Arzt des Volkes. Zudem erhielt er den Philipp-Noel-Baker-Forschungspreis der UNESCO sowie die Goldene Ehrennadel der Deutschen Gesellschaft für Sportmedizin und Prävention e.V. (DGSP).

## Veröffentlichungen
Siegfried Israel veröffentlichte ca. 600 wissenschaftliche Artikel und Abhandlungen sowie eine Reihe von Büchern, darunter fünf in der Fachwelt anerkannte Monografien:
- Sport, Herzgröße und Herz-Kreislauf-Dynamik; 1962
- Probleme der Langzeitausdauer im Sport; 1972
- Sport und Herzschlagfrequenz; 1982
- Körperliche Aktivität und Altern; 1988
- Muskelaktivität und Menschwerdung; 1995